# Sciensano
Sciensano est un centre de recherche qui est l'institut national de santé publique en Belgique. À ce titre, c'est une institution scientifique qui travaille sous l'autorité du Ministre fédéral de la Santé publique et du ministre de l'Agriculture.

## Histoire
Sciensano est né en 2018 à la suite de la fusion du Centre d’Étude et de Recherches Vétérinaires et Agrochimiques (CERVA) et de l'ancien Institut scientifique de santé publique (ISP) dans une visée orientée par l'initiative intégrative du mouvement One Health,.

## Organisation
Depuis janvier 2020, Sciensano est dirigé par Christian Léonard et compte plus de 700 salariés.

## Activité
L'activité scientifique de Sciensano se développe autour de six domaines d'actions : 
- la Santé et l'environnement ;
- la consommation et la sécurité alimentaire ;
- La surveillance de la santé et des maladies ;
- La qualité des soins de santé ;
- La santé animale ;
- La qualité des laboratoires médicaux, l'efficacité et la sécurité des vaccins, médicaments et autres produits de santé.